# Edward Ciągło
Edward Ciągło (ur. 15 października 1953 w Gołkowicach Dolnych) – polski polityk, nauczyciel, poseł na Sejm V kadencji.

## Życiorys
Z wykształcenia fizyk, ukończył studia na Wydziale Matematyki, Fizyki i Chemii Uniwersytetu Wrocławskiego. Od 1980 do 2003 pracował jako nauczyciel w nowosądeckim Zespole Szkół Kolejowych. Był radnym miasta i gminy Stary Sącz w latach 1990–1994 oraz delegatem do Sejmiku Samorządowego Województwa Nowosądeckiego. Od 2002 do 2005 zasiadał w sejmiku małopolskim. W wyborach parlamentarnych w 1993 bez powodzenia kandydował do Sejmu z listy Koalicji dla Rzeczypospolitej (jako kandydat RdR). W latach 1995–1997 był prezesem zarządu okręgowego Ruchu Odbudowy Polski.
W 2002 wstąpił do Ligi Polskich Rodzin, w której objął funkcję prezesa zarządu powiatowego. W wyborach do Parlamentu Europejskiego w 2004 bez powodzenia kandydował z jej listy. W wyborach parlamentarnych w 2005 z ramienia tej samej partii został wybrany posłem na Sejm V kadencji w okręgu nowosądeckim (otrzymał 9470 głosów). Zasiadał w Komisji Gospodarki oraz Komisji Ochrony Środowiska, Zasobów Naturalnych i Leśnictwa.
W 2007 odszedł z LPR. W przedterminowych wyborach parlamentarnych w tym samym roku bez powodzenia ubiegał się o reelekcję z listy Prawa i Sprawiedliwości (otrzymał 8790 głosów). Następnie wstąpił do tego ugrupowania i zasiadł w jego władzach lokalnych w Nowym Sączu.
W wyborach samorządowych w 2010 z listy PiS uzyskał mandat radnego rady powiatu nowosądeckiego. W tych samych wyborach bez powodzenia ubiegał się o urząd burmistrza Starego Sącza. W wyborach parlamentarnych w 2011 bezskutecznie kandydował do Sejmu z listy PiS. Pod koniec lutego 2012 wystąpił z klubu radnych PiS w powiecie nowosądeckim. Pod koniec października 2013 powrócił do tego klubu. W wyborach w 2014 bez powodzenia ubiegał się o reelekcję z listy konkurencyjnego wobec PiS komitetu Solidarnie dla Sądecczyzny, związanego z Solidarną Polską. W listopadzie 2016 wybrany w skład zarządu okręgowego PiS. W 2018 ponownie został radnym powiatu nowosądeckiego. Bez powodzenia startował w kolejnych wyborach w 2024.

## Życie prywatne
Żonaty (żona Janina), ma troje dzieci: Joannę, Lesława i Miłosza.